# Passiflora subpeltata
Passiflora subpeltata é uma espécie de planta com flor pertencente à família Passifloraceae. 
A autoridade científica da espécie é Ortega, tendo sido publicada em Novarum, aut Rariorum Plantarum Horti Reg. Botan. Matrit. Descriptionum Decades 6: 78. 1798.

## Portugal
Trata-se de uma espécie presente no território português, nomeadamente no Arquipélago da Madeira.
Em termos de naturalidade é introduzida na região atrás indicada.

## Protecção
Não se encontra protegida por legislação portuguesa ou da Comunidade Europeia.